# SN 2005er
SN 2005er – supernowa typu Ia-pec odkryta 29 września 2005 roku w galaktyce NGC 7385. W momencie odkrycia miała maksymalną jasność 18,70m.